# Sanda Stolojan
Sanda Stolojan (n. 19 februarie 1919, București, România – d. 2 august 2005, Paris, Île-de-France, Franța) a fost o poetă și eseistă română, precum și o personalitate a exilului românesc.

## Biografie

### Studii și persecuția din perioada comunistă
S-a născut la 19 februarie 1919 la București, într-o familie de diplomați. Era nepoata diplomatului și scriitorului Duiliu Zamfirescu (1858-1922) și fiica diplomatului și memorialistului Alexandru Duiliu Zamfirescu (1892-1968). A locuit în copilărie la Roma, Berlin, Haga, Copenhaga, Sao Paolo, Lisabona și Varșovia, locuri unde tatăl ei se afla în misiuni diplomatice. A absolvit liceul la Paris în 1937, apoi Facultatea de Filologie a Universității din București în 1942. S-a căsătorit în 1943 cu Vlad Stolojan Filipescu și a lucrat apoi ca traducătoare.
A încercat, împreună cu soțul ei, să fugă în Europa de Vest în 1949, dar nu a reușit. Autoritățile comuniste i-au alungat pe soții Stolojan din propria lor casă și le-au confiscat averea. Soții Stolojan au fost arestați pentru „acte pregătitoare de trecere frauduloasă a frontierei” și anchetați la închisoarea Uranus; Sanda a fost deportată, în timp ce soțul ei a fost condamnat în 1958 la 8 ani de închisoare și deținut o lungă perioadă în lagărul de muncă forțată de la Canalul Dunăre-Marea Neagră.

### Exilul francez
Soții Stolojan au reușit să emigreze în Franța în octombrie 1961, după ce au fost „răscumpărați” de familia lui Vlad Stolojan, care a plătit suma de 25.000 de dolari. Sanda Stolojan a urmat studii la École des Hautes Etudes Commerciales din Paris și, începând din 1965, a urmat o carieră de interpretă de limba română a mai multor miniștri francezi și a cinci președinți ai Franței (cu excepția lui Georges Pompidou), însoțindu-l în 1968 pe președintele francez Charles de Gaulle în vizita sa oficială în România. A consemnat amintirile din această vizită în volumul Avec de Gaulle en Roumanie (Editions de l'Herne, 1991), care prezintă o perspectivă asupra relațiilor oficiale franco-române din perioada comunistă.
Începând din 1972 s-a implicat în mai multe inițiative politice și culturale ale exilului românesc și a devenit în 1984 președinte al Ligii pentru Apărarea Drepturilor Omului din România. A făcut parte, alături de soțul ei, din Asociația Foștilor Deținuți Politici din România de la Paris și din Liga Românilor Liberi.
În vara anului 1989 a fost unul dintre semnatarii Declarației de la Budapesta, care susținea o reprezentare politică a tuturor minorităților politice din România și autonomie culturală și religioasă a maghiarilor din Transilvania, fără revizuirea frontierelor.

### Recunoașterea meritelor după Revoluție
După Revoluția din decembrie 1989 a devenit membră a Asociației foștilor refugiați politici din România, membră a Asociației studenților și doctoranzilor români din Franța, iar din 2003 membră în Consiliul de Garanție Morală al Institutului Național pentru Memoria Exilului Românesc. A revenit de mai multe ori în România după 1989 pentru a participa la întâlniri, dezbateri și conferințe referitoare la exilul românesc.

## Activitatea literară
Sanda Stolojan a fondat, alături de Dumitru Țepeneag, revista literară Les Cahiers de l’Est din Paris (1975) și a publicat cronici literare și eseuri în publicațiile Journal de Genève, Esprit, Le Monde, L’Alternative, Lettre Internationale, ARA Journal, precum și în revistele culturale românești din exil: Revista Scriitorilor Români, Cuvântul Românesc, Ființa românească, Limite, Ethos,  Contrapunct, Dialog, Limite, Journal of the Romanian American Academy of Arts and Sciences, La Nation Roumaine, Curentul, Lupta etc.
A publicat în limba engleză o monografie despre Duiliu Zamfirescu în colecția Twaine World Authors (1980), trei volume de versuri în limba franceză (Dans les brisures, 1982; Sur les abîmes verts, 1985; Bruine de nulle part, 1993), un volum de memorii (Avec de Gaulle en Roumanie, 1991) și trei jurnale din timpul exilului parizian (Nori peste balcoane, 1996; Ceruri nomade, 1999; Amurg senin, 2007). A tradus în limba franceză volumul Lacrimi și sfinți al lui Emil Cioran (Des larmes et des saints, Editions de l'Herne, 1986) și mai multe poezii de Lucian Blaga cuprinse în antologia L’etoile la plus triste (Editions de la Difference, 1992). În volumele ei de memorii a evocat personalități ale exilului românesc ca Mircea Eliade, Eugen Ionescu, Emil Cioran, Virgil Ierunca sau Monica Lovinescu, precum și mai multe întâlniri organizate de Cenaclul „Caietele Inorogului” din Neuilly-sur-Seine, sub coordonarea lui Leonid Mămăligă.
Volumul Să nu plecăm toți odată (2009), apărut postum, conține însemnări ale soților Stolojan cu privire la perioada instaurării comunismului în România.

## Opera
- Duiliu Zamfirescu, studiu monografic, Boston, 1980;
- Dans les brisures, versuri, Paris, 1982;
- Sur les abîmes verts, versuri, Paris, 1985;
- Bruine de nulle part, versuri, Paris, 1993;
- Cu de Gaulle în România, trad. de Rodica Chiriacescu, București, 1994;
- Nori peste balcoane. Jurnal din exilul parizian: 1975-1989, trad. de Micaela Slăvescu, București, 1996;
- Ceruri nomade. Jurnal din exilul parizian: 1990-1996, trad. de Micaela Slăvescu, București, 1999;
- Amurg senin. Jurnal din exilul parizian: 1997-2001, Ed. Humanitas, București, 2007;
- Să nu plecăm toți odată, împreună cu Vlad Stolojan, Ed. Humanitas, București, 2009.